# Konstantinos Kollias
Konstantinos Kollias (Grieks: Κωνσταντίνος Κόλλιας; in het Nederlands ook Konstantijn of Constantijn Kollias) (Xylokastro-Evrostina, 1901 - 13 juli 1998) was een Grieks procureur-generaal en premier van Griekenland van 21 april tot 13 december 1967.
Kollias werd in april 1967 door het hoofd van de staatsgreep tegen koning Constantijn, Georgios Papadopoulos, benoemd tot premier van Griekenland. Hij bleef premier tot de mislukte tegencoup van Constantijn II.